# Favipiravir
Favipiravir (synonym T-705) ist ein Virostatikum, das als Avigan zur oralen Behandlung von Infektionen mit verschiedenen RNA-Viren verwendet wird. Es gehört, wie auch die strukturell verwandten Virostatika T-1105 und T-1106, zu den Pyrazincarboxamiden. Favipiravir wurde während der Ebolafieber-Epidemie 2014 ohne die üblicherweise notwendige Arzneimittelzulassung an Menschen eingesetzt, im Mai 2020 erhielt es als Avifavir in Russland eine Notfallzulassung zur Behandlung von COVID-19.

## Darstellung und Gewinnung
Zur Herstellung von Favipiravir sind verschiedene Synthesewege bekannt. Eine Synthesevariante geht von der 3-Hydroxypyrazin-2-carbonsäure aus. Über das Säurechlorid durch Umsetzung mit Thionylchlorid und anschließender Reaktion mit wässrigem Ammoniak wird zunächst das 3-Hydroxypyrazin-2-carbonamid gewonnen. Eine Nitrierung mit Kaliumnitrat und Schwefelsäure ergibt eine Nitrogruppensubstitution in 6-Stellung. Im Folgeschritt wird diese mittels Hydrazinhydrat zum Amin reduziert, welches mittels Natriumnitrit intermediär diazotiert und mit dem Fluorwasserstoff-Pyridin-Komplex zur Zielverbindung umgesetzt wird.

## Eigenschaften
Favipiravir ist Guanin-Analogon und ein Inhibitor der viralen RNA-abhängigen RNA-Polymerase von verschiedenen Viren, nicht jedoch von zellulären Polymerasen. Weiterhin erhöht es die Mutationsrate bei der Replikation des Influenzavirus und des Ebolavirus. Favipiravir ist ein Prodrug, das heißt, es wird im Stoffwechsel durch die HGPRT in Favipiravir-ribofuranosyl-5'-monophosphat (FRMP) und Favipiravir-ribofuranosyl-5'-triphosphat (FRTP) überführt, wobei FRTP die wirksame Form von Favipiravir bei der Hemmung der RNA-abhängigen RNA-Polymerase ist.
Favipiravir ist unter anderem wirksam gegen das Influenzavirus, das Maul-und-Klauenseuche-Virus, verschiedene Flaviviren (das West-Nil-Virus, das Gelbfieber-Virus), Arenaviren, Bunyaviren und Alphaviren, manche Enteroviren, das Nipahvirus, Noroviren, das Ebolavirus, das Lassa-Virus, das Tollwutvirus und das Rifttalfieber-Virus. Es wirkt auch gegen das Zika-Virus, aber schlechter als MK-608.

## Therapeutische und experimentelle Verwendung
Favipiravir wurde von Toyama Kagaku Kōgyō entwickelt, einer Tochterfirma der Fujifilm Holdings, und 1999 patentiert. Favipiravir wurde ursprünglich in Japan als Grippemedikament (Handelsname: Avigan) entwickelt, wobei die Arzneimittelzulassung beschränkt wurde auf die Behandlung der Influenza mit neuartigen Virenstämmen, die nicht auf die gängigen Virostatika ansprechen; wegen der in vielen Spezies beobachteten teratogenen (fruchtschädigenden) Wirkung ist es zudem in der Schwangerschaft kontraindiziert.  Während der Ebolafieber-Epidemie 2014 bot Japan der WHO an, bei Bedarf Favipiravir zu liefern. Am 4. Oktober 2014 wurde eine französische Krankenschwester der Médecins Sans Frontières mit Favipiravir behandelt und überlebte eine Infektion mit Ebolaviren, die sie sich in Liberia zugezogen hatte. Die Weltgesundheitsorganisation schrieb in einer Stellungnahme, dass es im Zuge der Ebolafieber-Epidemie 2014 ethisch akzeptabel sei, präventive oder therapeutische Arzneimittel ohne Nachweis der Wirksamkeit im Menschen bei ebendiesen einzusetzen, wenn in Tierversuchen vielversprechende Ergebnisse gezeigt werden konnten.
Im Februar 2020 wurde Favipiravir in China in einer ersten nicht randomisierten Doppelblindstudie an 80 Patienten als antivirale Therapie gegen das Coronavirus SARS-CoV-2 getestet. In  einer weiteren Studie, in der Favipiravir gegen das virostatische Präparat Arbidol (Umifenovir) an jeweils rund 120 Patienten verglichen wurde, zeigte Favipiravir eine signifikante Verbesserung. Rund 71 Prozent der moderat erkrankten Patienten, denen Favipiravir gegeben wurde, hatten sich – teils unter schweren Nebenwirkungen – nach sieben Tagen erholt. Bei dem im Vergleich dazu eingesetzten Arbidol waren es knapp 56 Prozent. In einer kleineren Gruppe von zu Beginn der Therapie schwerkranken Patienten zeigte sich kein deutlicher Unterschied. Die Ergebnisse dieser Studie werden jedoch bezweifelt. Favipiravir hat zuvor im Februar 2020 in China die Zulassung zu klinischen Tests zur Evaluierung der Wirksamkeit bei COVID-19 erhalten.
Avigan (Favipiravir) gehört zu den Arzneimitteln, für die das Bundesministerium für Gesundheit im April 2020 die zentrale Beschaffung zur Behandlung infizierter und schwer erkrankter COVID-19-Patienten in Deutschland eingeleitet hat. Da es sich bei einer Covid-19-Therapie um einen individuellen Heilversuch ohne klinischen Wirksamkeitsnachweis handele, solle der Einsatz vorrangig bei schweren Verlaufsformen patientenindividuell erwogen werden.
Am 29. Mai 2020 genehmigte das russische Gesundheitsministerium eine generische Version von Favipiravir unter dem Medikamentennamen Avifavir zur Behandlung von COVID-19. Die Anwendung des Arzneimittels war als Notfallzulassung zunächst nur in der stationären medizinischen Versorgung möglich. Der Russian Direct Investment Fund (RDIF) unterstützte die Entwicklung von Avifavir und gab an, dass es sich in der ersten Phase klinischer Studien als hochwirksam erwiesen habe. Im September 2020 wurde den  Präparaten die reguläre Zulassung erteilt.